# Ficus androchaete
Ficus androchaete är en mullbärsväxtart som beskrevs av Edred John Henry Corner. Ficus androchaete ingår i släktet fikonsläktet, och familjen mullbärsväxter. Inga underarter finns listade i Catalogue of Life.